# Generali Open Kitzbühel 2021
Generali Open Kitzbühel 2021 — тенісний турнір, що проходив на ґрунтових кортах у місті Кіцбюель, Австрія з 26 до 31 липня. Належав до категорії ATP 250, був турніром серії Austrian Open Kitzbühel 2021 року.

## Фінальна частина

### Одиночний розряд
Каспер Рууд —  Педро Мартінес 6–1, 4–6, 6–3

### Парний розряд
Александер Ерлер /  Лукас Мідлер —  Роман Єбави /  Матве Мідделкоп 7–5, 7–6(7–5)